# Molophilus akama
Molophilus akama är en tvåvingeart som beskrevs av Günther Theischinger 1992. Molophilus akama ingår i släktet Molophilus och familjen småharkrankar. Inga underarter finns listade i Catalogue of Life.